# Lázaros Róta
Lázaros Róta (grec moderne : Λάζαρος Ρότα), né le 23 août 1997 à Kateríni en Grèce, est un footballeur grec d'origine albanaise qui évolue au poste d'arrière droit à l'AEK Athènes.

## Biographie

### En club
Il commence sa carrière seniors avec le FK Slavoj Trebišov, en deuxième division slovaque. 
En 2018, il s'engage avec le Zemplín Michalovce, où il débute en championnat de Slovaquie le 29 juillet 2018, contre le Dunajská Streda à l'extérieur (défaite 4-1). Il inscrit son premier but en première division slovaque le 24 novembre 2018, sur la pelouse du FK Senica (victoire 2-4).
Le 31 janvier 2020, il signe en faveur du club néerlandais du Fortuna Sittard. Il joue son premier match en première division néerlandaise le 7 février 2020, lors d'un déplacement sur la pelouse de l'Heracles Almelo (défaite 2-0).

### En sélection
Le 3 septembre 2020, il figure pour la première fois sur le banc des remplaçants de l'équipe nationale A, mais sans entrer en jeu, lors d'une rencontre face à la Slovénie en Ligue des nations (score : 0-0). Le 11 octobre 2020, il joue finalement son premier match avec la Grèce contre la Moldavie en Ligue des nations (victoire 2-0).

## Palmarès
- AEK Athènes:
  - Super League 1: Champion en 2023
  - Coupe de Grèce: Vainqueur en 2023[4]